# 沃思湖走廊 (佛羅里達州)
沃思湖走廊（英語：Lake Worth Corridor）是位於美國佛羅里達州棕櫚灘縣的一個人口普查指定地區。

## 地理
沃思湖走廊的座標為26°37′12″N 80°06′01″W / 26.62000°N 80.10028°W，而該地最高點為海拔高度4米（即13英尺）。

## 人口
根據2010年美國人口普查的數據，沃思湖走廊的面積為8.90平方千米，當中陸地面積為8.90平方千米，而水域面積為0.00平方千米。當地共有人口18663人，而人口密度為每平方千米2,096人。